# Demografía de Astorga
El municipio de Astorga cuenta, según los datos del censo de 2008, con una población de 12 039 habitantes, lo que le convierte en el quinto municipio de la provincia por número de habitantes tras León, Ponferrada, San Andrés del Rabanedo y Villaquilambre. La dinámica demográfica de la ciudad ha sido tradicionalmente de estancamiento, cuando no decrecimiento y conjuga años de débil crecimiento con otros de severo ajuste tras los que pierde más de lo ganado anteriormente.
La ciudad, a diferencia de las otras dos ciudades leonesas de León y Ponferrada no supo atraer hacia sí la población de las comarcas que gravitan sobre ella, de gran densidad poblacional a principios de siglo y creció lentamente durante todo el siglo XX hasta llegar a los 14 040 habitantes en el año 1981, su máximo histórico, ya que el dato de 1940 está fuertemente influido por la presencia en la ciudad de soldados y reclusos de la Guerra Civil, que engrosaron el censo exageradamente. A partir de ese máximo, la ciudad ha entrado en decadencia y en 2007 tenía casi 2000 habitantes menos. La solución que están poniendo las autoridades locales a esta decadencia pasa por la promoción de la ciudad en los principales circuitos turísticos y la creación de suelo industrial que favorezca la instalación de nuevas empresas que generen empleo para los maragatos.

## Movimientos de población[1]

### Natalidad y mortalidad
En el año 2010 se produjeron en Astorga 90 nacimientos y murieron en Astorga 157 personas, lo que supuso un descenso respecto al año anterior, aunque a lo largo de la década la tendencia ha sido de altibajos en el número de fallecimientos. La tasa bruta de mortalidad se situó en 13,1 %

### Migraciones
A pesar de que en los últimos años el número de personas que llegaron a Astorga procedentes de otras partes de España se ha mantenido de forma relativamente estable, el número de emigrantes también es considerable, arrojando un saldo negativo, de tal forma que en el 2006, 131 personas dejaron la ciudad hacia otras partes de España.

### Población extranjera
En cuanto a la inmigración, según el censo del INE de 2011, en Astorga residen 449 personas procedentes de otros países; 236 hombres (4,2 % del total de la población) y 213 mujeres (3,4 % del total). La llegada de inmigrantes ha sido una constante en los últimos años, siguiendo la tendencia creciente del resto del país.
Por continentes, la mayoría de los inmigrantes proceden de Europa, con 163 personas, el 36,3 % del total de extranjeros. En segundo lugar se sitúan los procedentes de África, que constituyen el 35,2 % del total de los inmigrantes. Y, por último, es también importante la inmigración procedente de América (el 24,1 %) y Asia, el 4,5 %.
Por países en 2008, el que mayor número de inmigrantes aporta es Marruecos, con 58 habitantes, seguido por Bulgaria con 29 habitantes. A continuación se sitúan China (24 habitantes), Colombia (22 habitantes) y a gran distancia Ecuador, Bolivia y Argentina.